# L'orchidea fatale
L'orchidea fatale è un film muto italiano del 1920 diretto da Aleksandr Rosenfeld e Aleksandr Uralsky. 